# Мачин Перес, Виктор
Ви́ктор Мачи́н Пе́рес (исп. Víctor Machín Pérez; род. 2 ноября 1989, Лас-Пальмас-де-Гран-Канария, Канарские острова), более известный как Вито́ло (исп. Vitolo) — испанский футболист, нападающий.

## Клубная карьера
Витоло — воспитанник клуба «Лас-Пальмас», в котором выступал за все юношеские команды, а также 2 года за резервную команду. С 2010 года стал выступать в основном составе «Лас-Пальмаса», дебютировав 28 августа в игре с «Химнастиком», где отыграл полный матч. 11 сентября Виктор забил свой первый гол, поразив ворота «Алькоркона» и принеся победу клубу со счётом 4:1.
26 июня 2013 года было объявлено о переходе Витоло в «Севилью» за 3 млн евро.
12 июля 2017 года футбольный клуб «Атлетико Мадрид» объявил о заключении соглашения с игроком до 2022 года. В том же сообщении было сказано о том, что игрок первую половину сезона 2017/18 проведёт на правах аренды в «Лас-Пальмасе» из-за запрета, наложенного ФИФА на регистрацию новых игроков на мадридский клуб. К «матрасникам» игрок присоединился 1 января 2018 года.

## Выступления за сборную
Витоло дебютировал в сборной Испании 31 марта 2015 года в товарищеском матче со сборной Нидерландов. Он был кандидатом на место в заявке на чемпионат Европы 2016 года, но главный тренер Висенте дель Боске предпочёл сделать ставку на других игроков. 5 сентября 2016 года в матче отборочного турнира к чемпионату мира 2018 года против команды Лихтенштейна Витоло забил свой первый гол за сборную.

## Достижения
«Севилья»
- Победитель Лиги Европы УЕФА (3): 2013/14, 2014/15, 2015/16
- Финалист Суперкубка УЕФА (3): 2014, 2015, 2016
- Финалист Кубка Испании: 2015/16
- Финалист Суперкубка Испании: 2016

«Атлетико Мадрид»
- Победитель Лиги Европы УЕФА: 2017/18
- Обладатель Суперкубка УЕФА: 2018
- Чемпион Испании: 2020/21